# Gare de Saint-Mammès
Gare de Saint-Mammès vasútállomás Franciaországban, Saint-Mammès településen.

## Vasútvonalak
Az állomást az alábbi vasútvonalak érintik:
- Párizs–Marseille-vasútvonal

## Kapcsolódó állomások
A vasútállomáshoz az alábbi állomások vannak a legközelebb:
- Gare de Moret - Veneux-les-Sablons (Paris Gare de Lyon, Line R)
- Gare de Montereau (Gare de Montereau, Line R)